# 6G
第六代行動通訊技術（英語：6th generation mobile networks或6th generation wireless systems），簡稱6G，是指第六代行動通訊系統，是5G系統後的延伸。目前仍在開發階段。

## 開發
美国国防高级研究计划局与SRC公司、纽约大学坦登工程学院等公司机构合作，于2018年1月成立“大学联合微电子学项目”（Joint University Microelectronics Program ，简称JUMP），其子项目之一“太赫兹与感知融合技术研究中心”（ComSenTer）致力于研究6G关键技术太赫辐射。
2018年芬蘭開始研究6G相關技術，年底邀請媒體聆聽其針對6G網路所啟動的研究與工作進展。2019年3月24日至26日在芬蘭拉普蘭舉行關於6G的國際會議。
2020年11月16日，北美電信組織（ATIS）創立名為Next G Alliance的6G通訊技術聯盟召開創始會議，正式指導小組與工作小組會議將於2021年啟動。
2023年6月12日到16日，國際標準組織3GPP（3rd Generation Partnership Project）在台北召開全球會員大會第一場6G工作會議。從5G跨向6G，各個國際組織包含次世代聯盟（NEXT G Alliance；NGA）、次世代行動網路聯盟（NGMN）、6G AI、Beyond 5G、開放架構無線接取網路聯盟(O-RAN Alliance)均積極爭取6G標準制訂的話語權。
2023年12月4日，3GPP組織合作夥伴：ARIB（日本）、ATIS（北美）、CCSA（中華人民共和国）、ETSI（歐洲）、TSDSI（印度）、TTA（韓國）和TTC（日本）宣布 3GPP 將制定下一代全球通訊規範。基於從 3G 到 5G 等幾代技術的成功，3GPP 在開發第六代行動系統或「6G」標準方面擁有獨特的優勢。
2024年4月23日，3GPP組織批准了在6G規範中使用的新標誌。

## 性能與技術
6G使用至太赫兹(THz) 頻段的傳輸能力，比5G提升至100Gbps、1Tbps，網路延遲也從毫秒(1ms,10-3秒)降到微秒級(100µs,10-4秒)。

## 发射实验卫星
2020年11月6日，中华人民共和国使用长征6号运载火箭将6G实验卫星与其他12颗卫星一起成功发射至轨道。该卫星搭载由电子科技大学与国星宇航设计开发的太赫兹卫星通信载荷，将在卫星平台上建立收发链路，开展太赫兹通信在空间应用场景下的全球首次技术验证。

## 使用情況
6G預計將在2030年左右上市。

## 外部鏈結
- Samsung Research：Next Generation Communications（页面存档备份，存于）
- 北美6G聯盟：Next G Alliance（页面存档备份，存于）
- 國際行動標準組織 3GPP （页面存档备份，存于）